# Badajoz (tartomány)
Badajoz tartomány (asztur-leóni nyelven Provincia de Badayoz, extremadurai nyelven Provincia de Badajós) Spanyolország egyik, Extremadura autonóm közösség déli tartománya, nevét a portugál határnál lévő Badajoz városról kapta.

## Határai
A tartomány a Guadiana fordulójánál van, jellemzően attól délre, Cáceres esik a "Duerón túl" (lásd: Extremadura) eső részre. Nyugatról Portugália határolja.
Délről Huelva tartomány, kelet-északkelet felé pedig jellemzően Kasztília-La Mancha autonóm közösség határolja. Kisebb részben Sevilla és Córdoba tartományokkal is érintkezik, a Mérida és Medellín közti szakasza az Ibériai-félsziget délnyugati részének legfontosabb közlekedési területe.

## Földrajz
Badajoz tartományról a legalapvetőbb természetföldrajzi szempontból mindenekelőtt az mondható el, hogy délről a Sierra Morena szelíd vonulatai, északról a Tajótól elválasztó kissé zordabb hegyek, például a Toledói hegység határolja. A legfontosabb tény, hogy Badajoz a Közép-Guadiana szelíd völgyében fekszik.
Település-földrajzi szempontból mintegy körülbelül egy tucat 10.000 fő körüli vagy népesebb települése van, a legnagyobbak: Badajoz, Mérida, Don Benito, Almendralejo, Villanueva de la Serena, Zafra, Montijo és Villafranca de los Barros. A Castuera középpontú La Serena síkság északkeletei szélén van Spanyolország legnagyobb víztározója, ez az ország délnyugati negyedének középpontja.

## Kulturális turizmus
Badajoz tartomány kulturális életéről mindenekelőtt a kulturális turizmus jut az ember eszébe, hiszen ebben a tartományban van mindenekelőtt Mérida és Medellín, amelyek a félsziget legnagyobb kulturális központjai voltak a római időben. Mérida, a korabeli Emerita Augusta hatalmas színházával és más helyeivel ma is a félsziget legnagyobb római kori turistacélpontja.
A tartomány XVI.-XVII. századi anyagban is gazdag, hiszen a környék urai adták Amerika felfedezőinek jó részét is. Badajoz városában művészeti iskolák működnek, a legfőbb ezek közül egy zeneművészeti főiskola, itt vannak a musica seria koncertek, beleértve a jazz-t is, míg Méridában főleg rockkoncertek vannak, e mellett egész Spanyolországban itt vannak a legnagyobb színházi hagyományok is.